# Teste de confiabilidade
Teste de confiabilidade, no contexto da engenharia de software, é um teste em que são validadas as entradas, saídas e operações efetuadas em relação aos requisitos definidos previamente para a aplicação. Sua função é a de assegurar que o software recebe corretamente os dados, realiza o processamento adequadamente e apresenta os resultados corretamente.